# Пирокластические горные породы

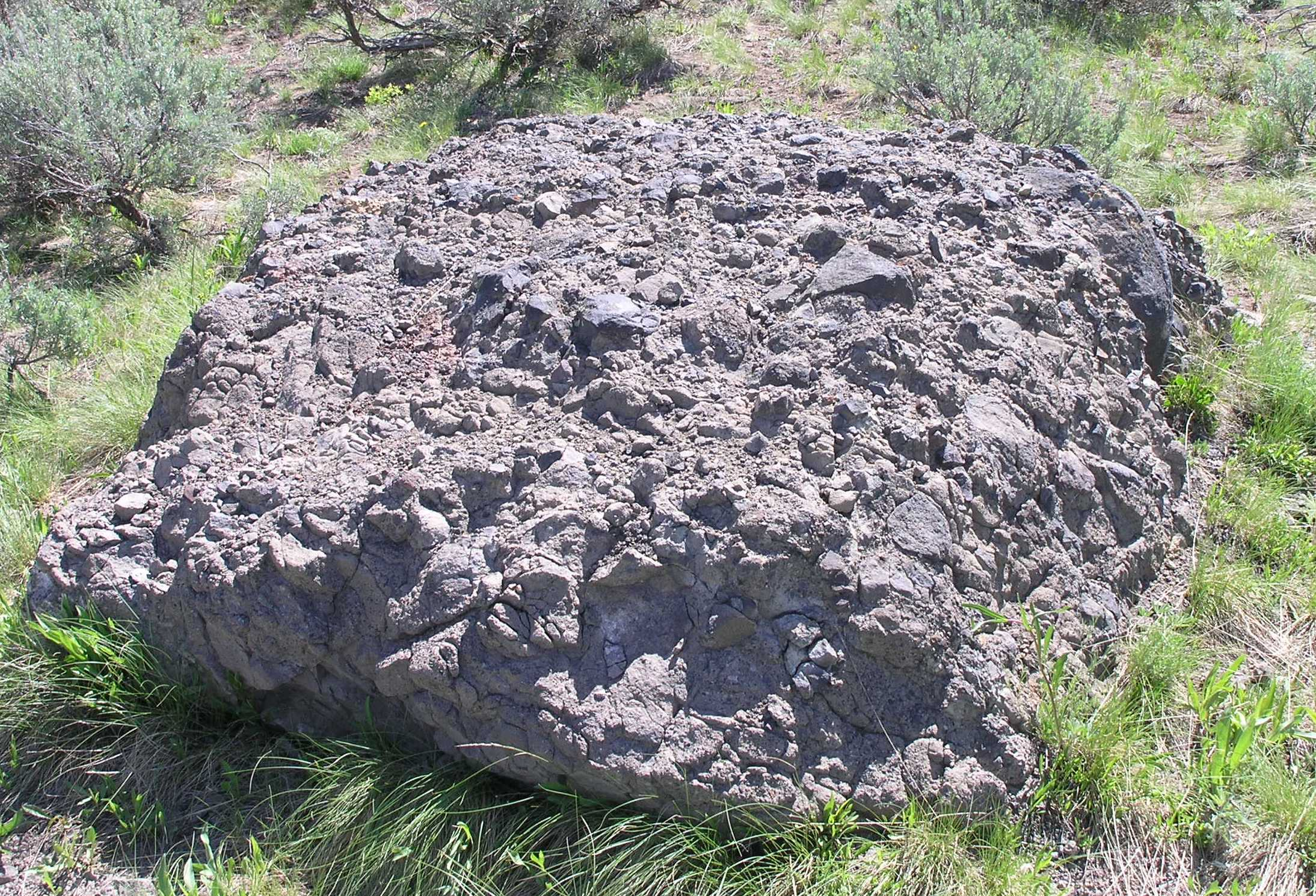
Пирокластовая горная порода — вулканическая брекчия

Пирокласты (от греч. Πυροκλαστικό — разломанные огнём) — обломочные горные породы, образованные в результате вулканической активности.
Пирокласты и жидкая  лава являются двумя разновидностями вулканических пород
К пирокластам относятся обломочные горные породы разных размеров, в том числе мелкие осколки и вулканическая пыль.
При затвердевании пирокласты образуют слипшуюся брекчию или пористый  вулканический туф.